# زندگی از نو
زندگی از نو نام یک مجموعه تلویزیونی ایرانی به کارگردانی علی محمد قاسمی است که در پاییز سال ۱۳۹۷ از شبکه پنجم سیما پخش شد.

## خلاصه داستان
«زندگی از نو» داستان زوج جوانی است که به شمال می‌روند و کمپ گردشگری ایجاد می‌کنند. این مجموعه به مولفه‌هایی چون محیط زیست، منابع طبیعی، اقتصاد و… می‌پردازد.

## بازیگران
- خیام وقار در نقش رضا
- رضا کیانیان در نقش یک مهمان
- حدیث نیکرو در نقش لیلا
- محبت قاسمی در نقش محبت
- علیرضا خمسه در نقش برادر محسن
- ستاره اسکندری
- ژیلا آل ارشاد در نقش بهاره
- آرش مجیدی
- امیرحسین صدیق در نقش مازیار
- کمند امیرسلیمانی
- مجید پتکی
- امیر حامد
- متین ستوده در نقش سمیرا
- علی انصاریان
- مرتضی ضرابی
- محمدحسن رستمانی
- محمدعلی ساربان
- ‌فهیمه مومنی
- حمید رضا سنگیان در نقش حامد
- مینا جعفرزاده
- بهزاد فراهانی
- اکبر معززی